# Nadorojniv, Berejanî
Nadorojniv (în ucraineană Надорожнів) este un sat în comuna Meciîșciv din raionul Berejanî, regiunea Ternopil, Ucraina.

## Demografie
Componența lingvistică a localității Nadorojniv
     Ucraineană (100%)
Conform recensământului din 2001, toată populația localității Nadorojniv era vorbitoare de ucraineană (100%).